# Суурсилд, Гейр
Гейр Суурсилд (эст. Geir Suursild; род. 13 октября 1994[…], Пярну) — эстонский гребец, выступавший за сборную Эстонии по академической гребле в 2010-х годах. Многократный победитель и призёр первенств национального значения, участник летних Олимпийских игр в Лондоне.

## Биография
Гейр Суурсилд родился 13 октября 1994 года в городе Пярну, Эстония.
Впервые заявил о себе в академической гребле на международном уровне в сезоне 2011 года, когда вошёл в состав эстонской национальной сборной и выступил на юниорском мировом первенстве в Итоне, где в зачёте парных двоек занял итоговое 12-е место.
Благодаря череде удачных выступлений удостоился права защищать честь страны на летних Олимпийских играх 2012 года в Лондоне. Вместе с напарником Юри-Микком Удамом в парных двойках занял последнее четвёртое место на предварительном квалификационном этапе и финишировал четвёртым в дополнительном отборочном заезде — таким образом пройти в следующую полуфинальную стадию соревнований не смог. Также в этом сезоне отметился выступлением на юниорском мировом первенстве в Пловдиве, где в той же дисциплине показал четвёртый результат.
После лондонской Олимпиады Суурсилд остался действующим спортсменом и продолжил принимать участие в крупнейших международных регатах. Так, в 2013 году он занял 11-е место в парных четвёрках на молодёжном мировом первенстве в Линце, тогда как в двойках стал седьмым на Универсиаде в Казани.
В 2014 году в двойках был девятым на молодёжном мировом первенстве в Варезе. Год спустя занял 11-е место на молодёжном мировом первенстве в Пловдиве. Ещё через год в той же дисциплине показал 14-й результат на аналогичных соревнованиях в Роттердаме.
В 2017 году окончил Таллинский технический университет по специальности «логистика».
В 2018 году в одиночках стартовал на этапе Кубка мира в Белграде, но был далёк от попадания в число призёров.